# وصاد

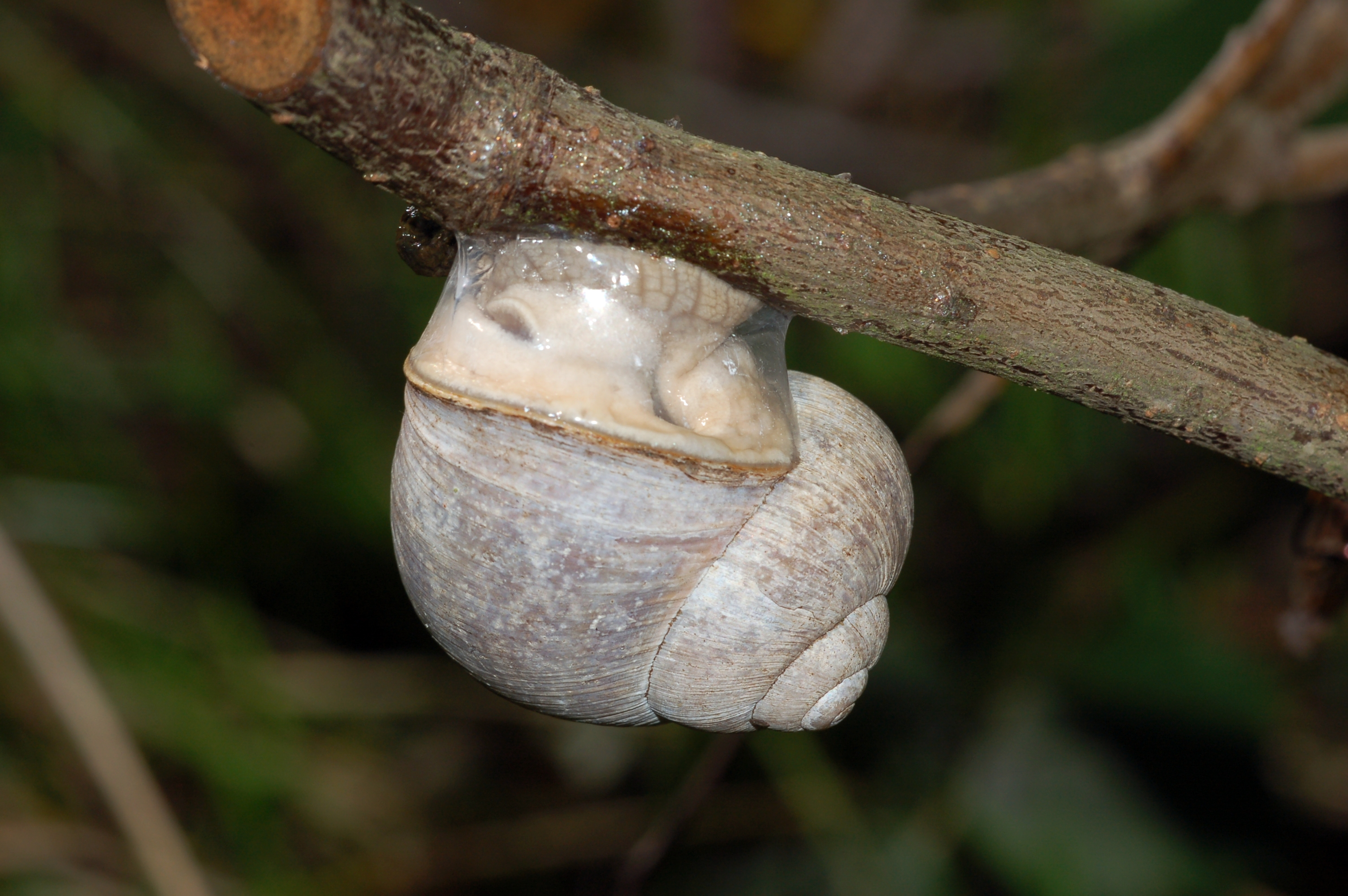
حلزون كرمي يستخدم وصاد شفاف بسيط مصنوع من المخاط الجاف

الوصّاد هو هيكل مؤقت تُنتجه العديد من أنواع الحلزونات الأرضية الرخوية الرئوية. يمكن أيضًا أن ينتجها حلزون المياه العذبة عندما تجف البرك المؤقتة.
يتكون الوصاد في معظم الأنواع من المخاط الجاف، ومع أنه مرن إلا أنه يتمزق بسهولة عند إزالة الحلزون بالقوة من ركائزه. وهو في عدد قليل من الأنواع سميك وصلب مقوى بكربونات الكلسيوم. هذا النوع من الوصاد قوي جدًا وقد يكون من الصعب كسره.